# Opel Astra F
Opel Astra F — перше покоління компактних автомобілів Opel Astra, що вироблялася компанією Opel. Вона виготовлялася з 1991 по 1998 рр. і прийшла на зміну компактним автомобілям Opel Kadett E.

## Опис моделі
У 1992 році на зміну Opel Kadett E прийшла нова генерація моделей «малих сімейних авто» зі звучною назвою — Astra. Вона дебютувала на мотор-шоу у Франкфурті.
Британський відділ на одне покоління раніше відійшов від мілітаристських назв моделей, тому європейський Kadett E в Британійї продавали під назвою Vauxhall Astra.  Opel Astra першого покоління не мала індексу "A" бо продовжила алфавітний індексний ряд позначеннь Kadett. 
Під час виходу, Astra F пропонувала найширшу гамму модифікацій кузова і двигунів у класі.
Вибрати можна було з-поміж з 3 і 5-дверних хетчбеків, 4-дверного седана, 5-дверного універсала «Caravan» і його комерційної 3-дверної версії для перевезення вантажів «Astravan». Тоді ж дебютували і спортивні модифікації GSI:
- 2.0 — 8V двигуном (115 к.с.)
- 2.0 — 16V — (150 к.с.)

Версія 2,0_16V випускалася не тільки в традиційній модифікації (3-дверний хетчбек), але і як 5-дверний універсал Caravan.

Також у маркуванні комплектацій було використано стандартні буквенні позначки GL/GT/GLE/GLS/CD/CDX/GSI, та розширенний ассортимент маркетингових серій (Spezial Edition): 
- Elegance
- Key West
- Sportive
- Vision
- Diamond
- Ethos
- Swing
- Young
- Design
- Bertone Edition
- Sunshine
- Arizona
- Atlas
- Merit
- Celebration
- Champion
- Season
- Expression
- Montana
- Premier
- Perfection
- Motion
- Duo
- Style
- Arctic
- Fifteen
- California
- Dream
- Tiffany
- Jubilee
- Cool

1. ASTRA F варіанти та комплектації[1]

У 1993 році гамму розширили за рахунок нового чотиримісного кабріолета Astra.
Всі силові агрегати 4-циліндрові, рядні, об'ємом від 1,4 до 2 літрів. Два дизеля — «GM-мівський» 1,7 л (60 к.с.) і японський турбодизель Isuzu 1,7 л (82 к.с.).
Більша частина автомобілів обладналася 5-ступінчастою механічною КПП, але машина могла комплектуватись чотириступінчастими «автоматами» японської фірми Aisin. (маркування «AF-16» для двигунів об'ємом 1,4-1,6, та «AF-20» для двигунів з «великим» блоком, і об'ємом 1,8 та 2,0л.
Передня підвіска незалежна — типу McPherson, підсилена підрамником; спереду і ззаду використано стабілізатори поперечної стійкості. Розболтовка 4×100 / R13, R14, R15
Кермовий механізм рейковий з гідропідсилювачем.
У більшості своїй Astra мають задні барабанні гальма, дисковими комплектувались тільки модифікації з об'ємом від 1,8л. Система ABS була доступна спочатку тільки як додаткова опція, але після 94-го року її разом із подушкою безпеки водія включили до стандартної комплектації. Система трекшн-контролю ETC, та подушка безпеки пасажира так і залишилися «замовними» опціями.
Пневматична підкачка аммортизаторів задньої підвіски доступна у варіантах кузова Caravan та Astravan.

Об'єм багажного відділення також поза конкуренцією. У 3 — і 5-дверних хетчбеків обсяг багажника — 360 літрів, у 5-дверного універсала Caravan — 500 л, зі складеними задніми сидіннями 1200 л і 1630 л, відповідно.

На відміну від застарілих на той час інтер'єрів Opel Kadett E, та VW Golf 2, інтер'єр Opel Astra F створює приємне враження. Його відрізняють прості лінії, але все досить функціонально і практично. Приладова панель дуже елегантна, а центральна консоль, для більшої зручності, розгорнута у бік водія. На передніх сидіннях широкий діапазон регулювань дозволить зайняти оптимальне положення за кермом.
Вперше у моделі такого класу Opel встановив мікрофільтр салонного повітря і кондиціонер.
На замовлення встановлювалися: CD-ресивери «CDR 500» виробництва VDO або AC Delco, повноцінний бортовий комп'ютер, омивачі фар, підігрів сидіннь та електродзеркал, електролюк та 4 електросклопідіймачі.
Усі двері серйозно підсилено зсередини додатковими металевими конструктивами.
В обробці інтер'єру використані якісні матеріали. Базові сидіння досить комфортабельні, мають гарну бічну підтримку та додаткові патрони системи безпеки. Моделі з практичними шкіряними салонами, та спортивні модифікації GT / GSI / 2.0-16V Caravan / Cabrio,- були оснащені сидіннями фірми Recaro «sport» з набивкою з кокосової стружки, підігрівом, та покращеною боковою підтримкою.

Opel Astra F

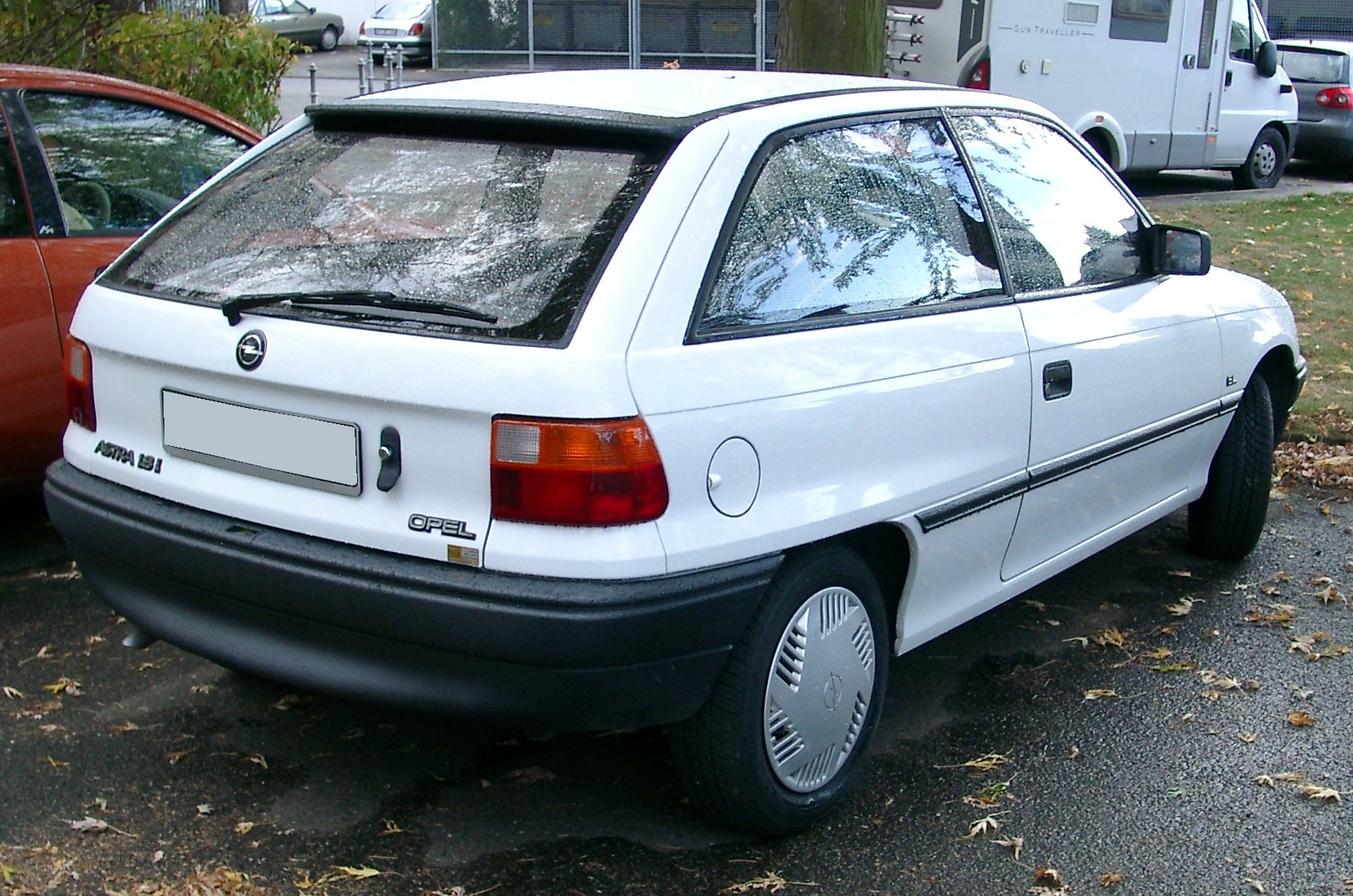
Opel Astra 3дв. хетчбек (1991–1994)
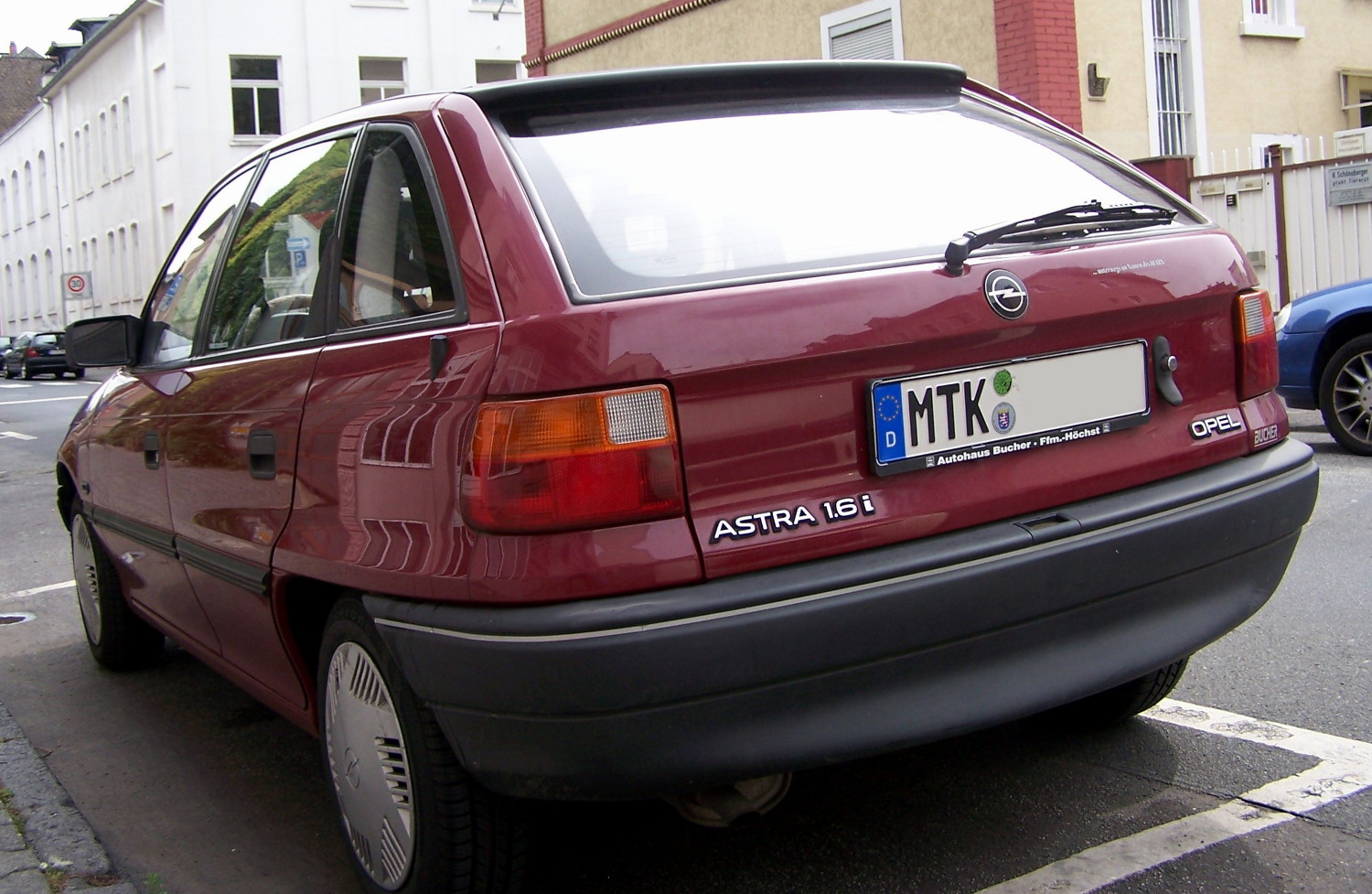
Opel Astra 5дв. хетчбек (1991–1994)
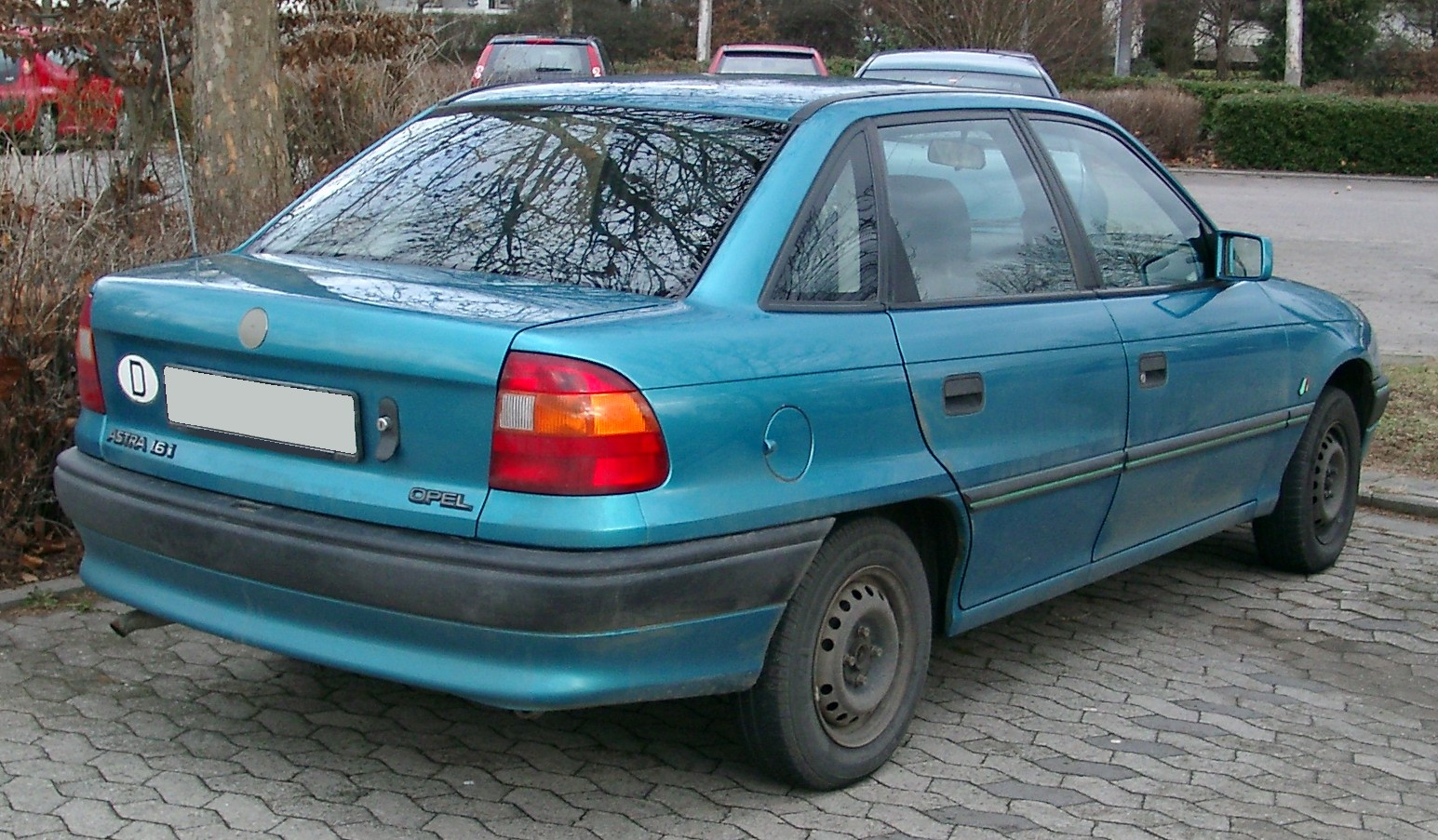
Opel Astra седан (1991–1994)
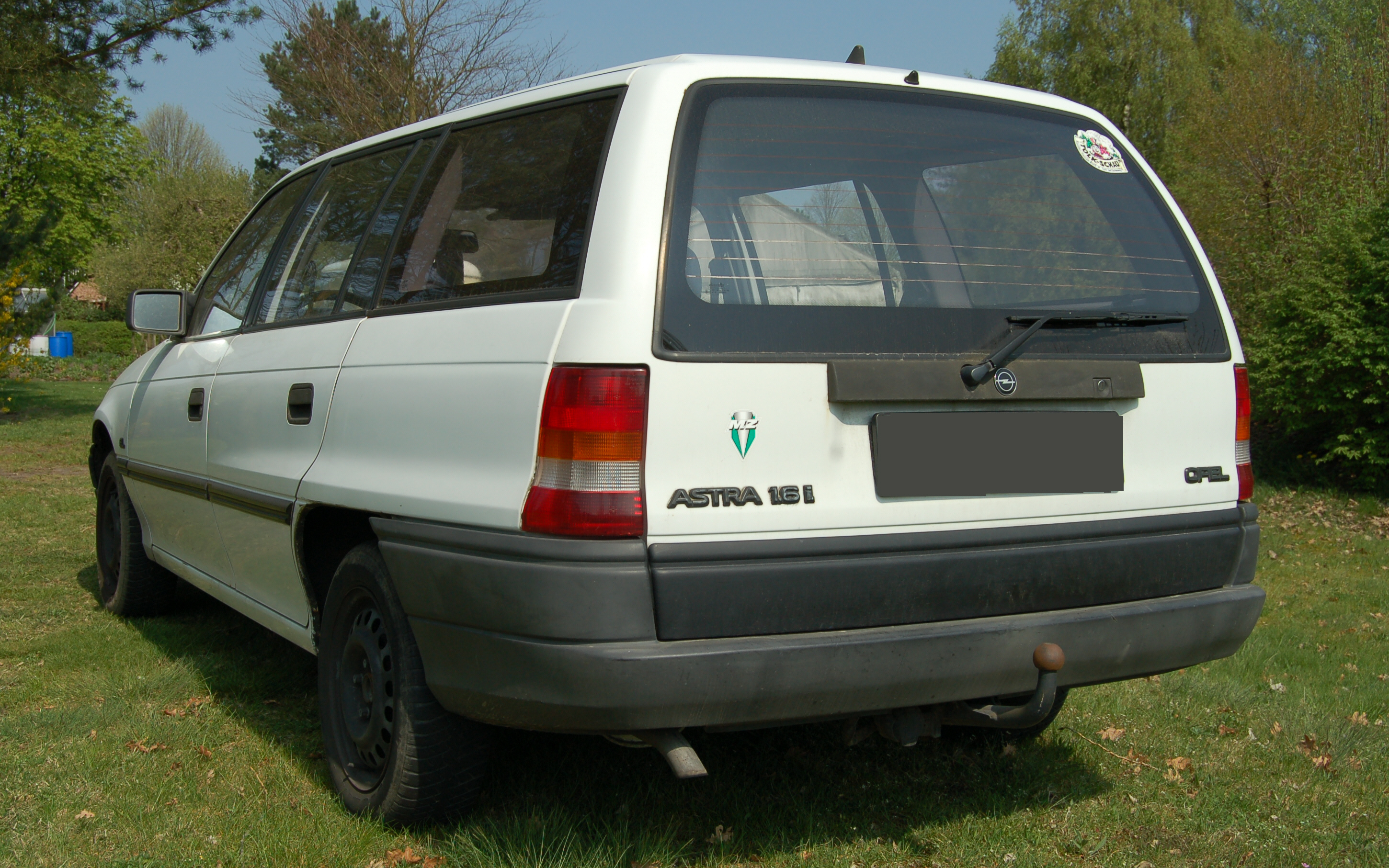
Opel Astra Caravan (1991–1994)
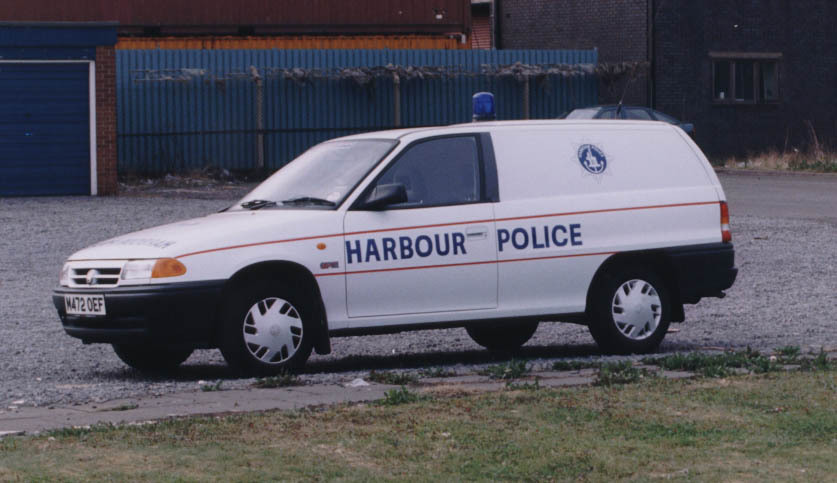
Opel Astra Van
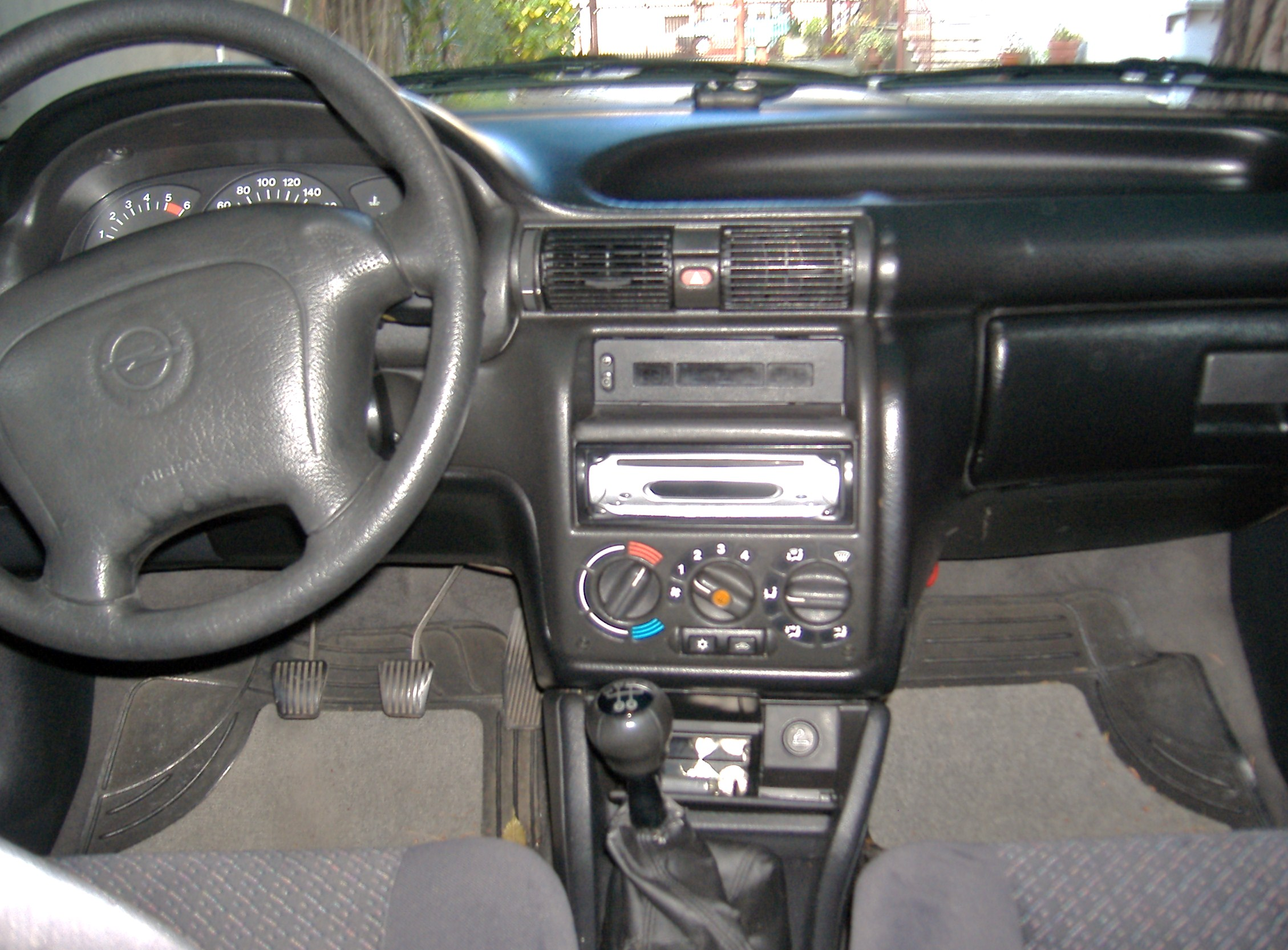
Салон Opel Astra F

У 1994 році автомобіль піддали рестайлінгу і трохи змінили її зовнішність. Було замінено електричну систему автомобіля на сучаснішу, (після 94-го року автомобіль можливо діагностувати приладом TECH-2). В рульовому колесі з'явилася подушка безпеки, газонаповнені амортизатори замість масляних, а також поліпшена антикорозійна обробка. Екстер'єр рестайлінгових Astra відрізнявся новою фальшрадиаторною решіткою, фарами (а саме склом фар), новими дзеркалами, які вже не нагадували Opel Kadett E, ручками дверей, молдингами, новим ассортиментом дизайну литих дисків, двигунами 1.4-1.6-1.8 — 16V ECOTEC, частково пофарбованними в колір кузова пластиковими бамперами.
У 1998 році виробництво Opel Astra F припинили, її замінило друге покоління моделі Opel Astra G.
Opel Astra F після фейсліфту

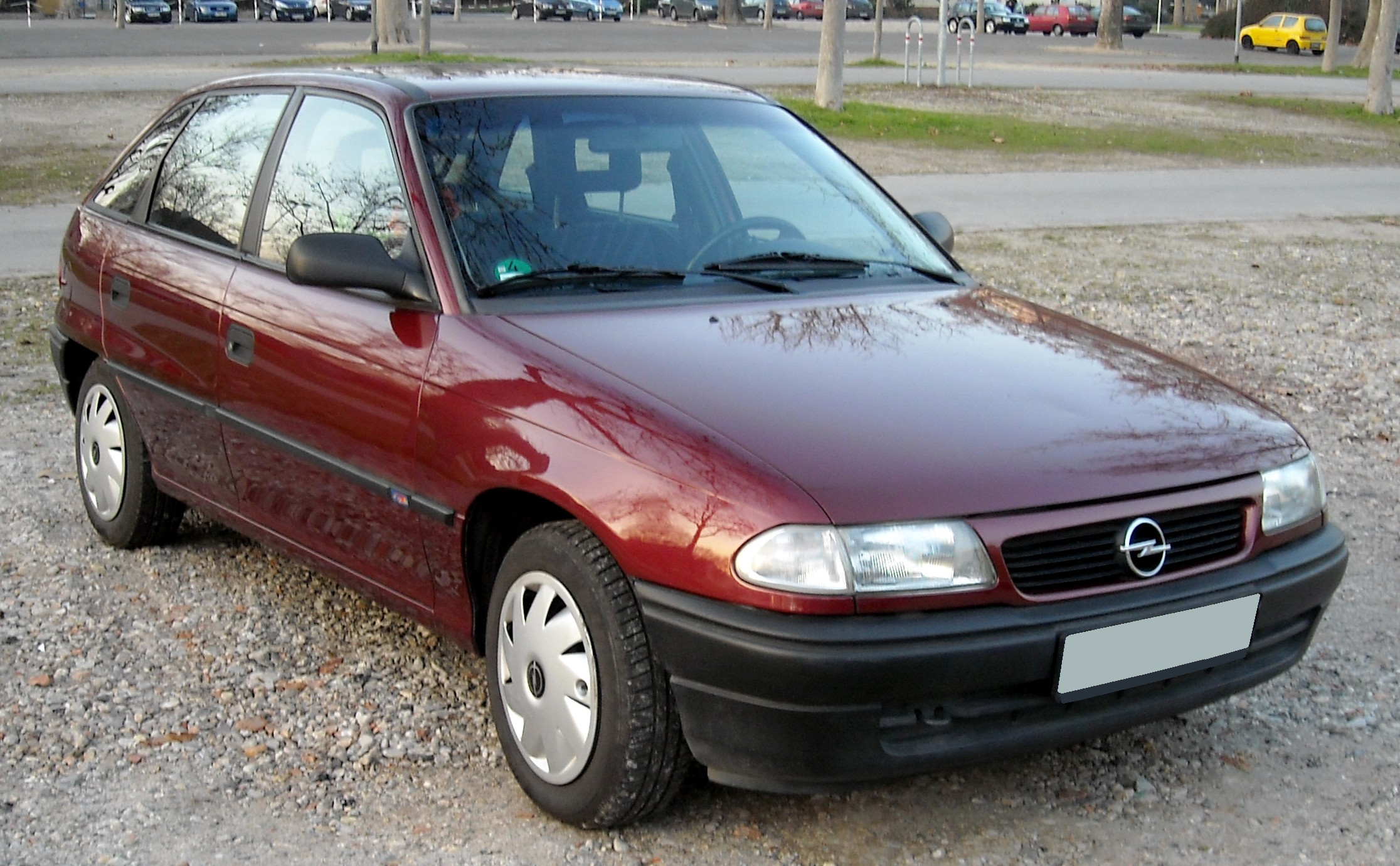
Opel Astra 5дв. хетчбек (1994—1998)
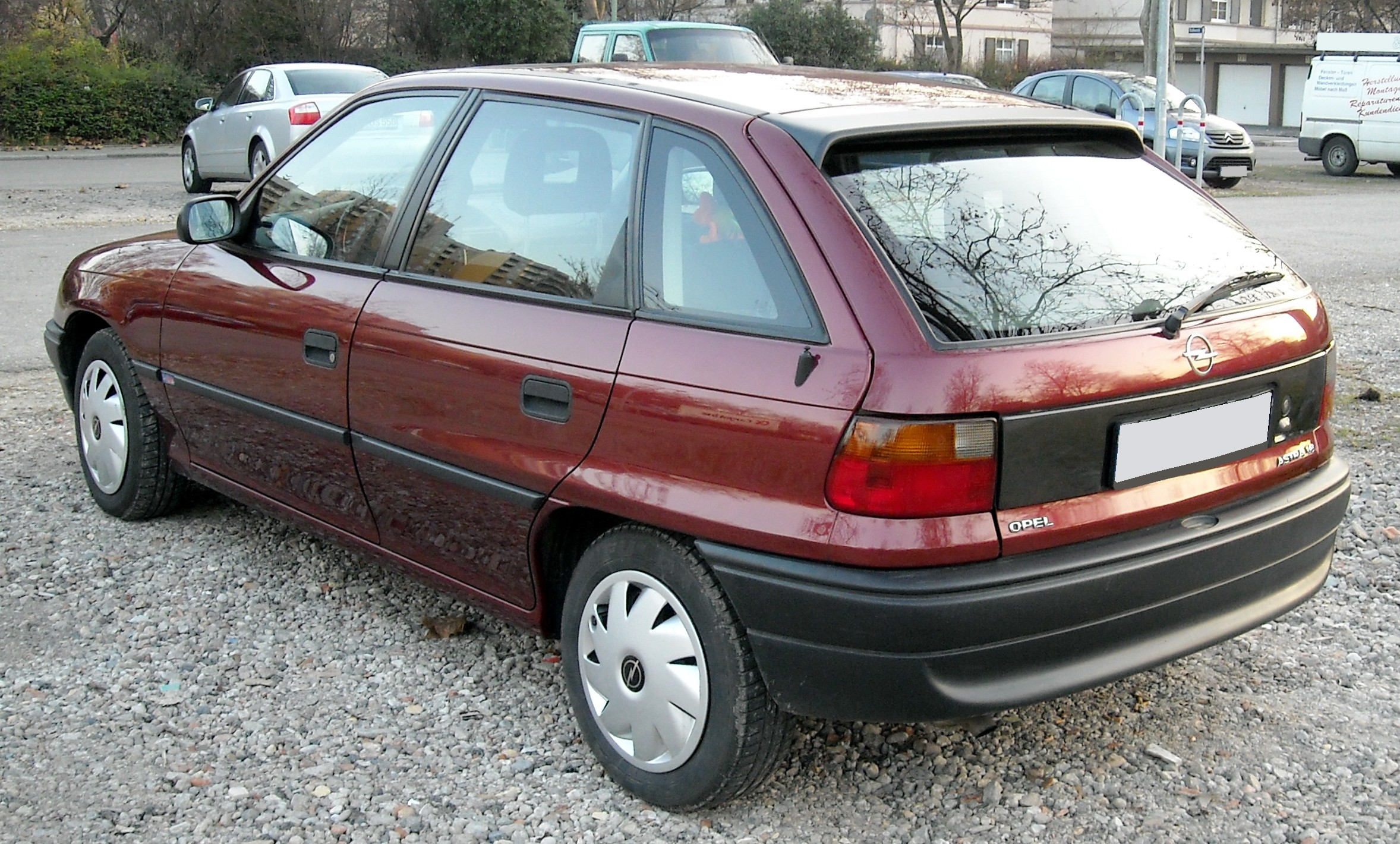
Opel Astra 5дв. хетчбек (1994—1998)
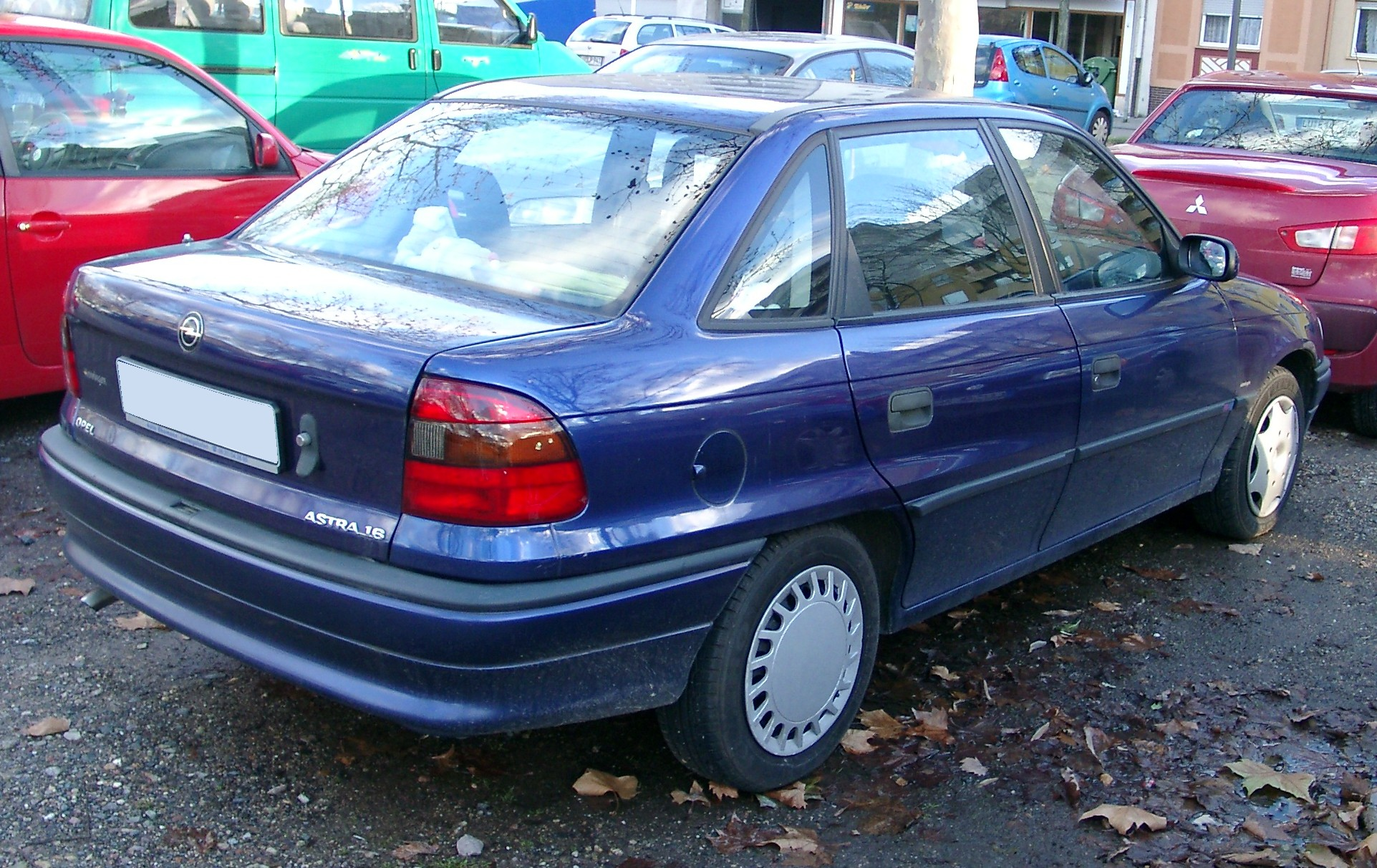
Opel Astra седан (1994—1998)
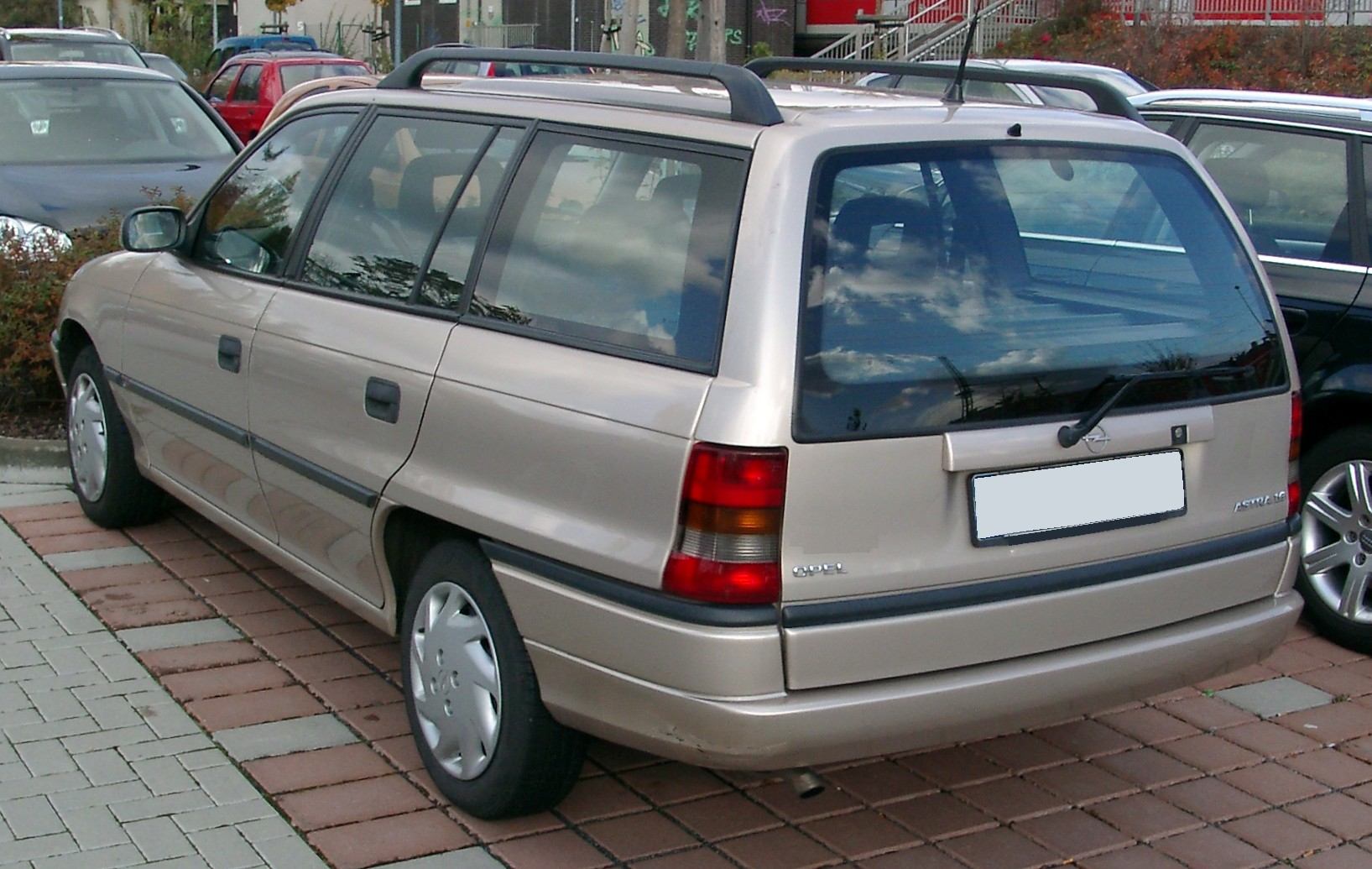
Opel Astra Caravan (1994—1998)
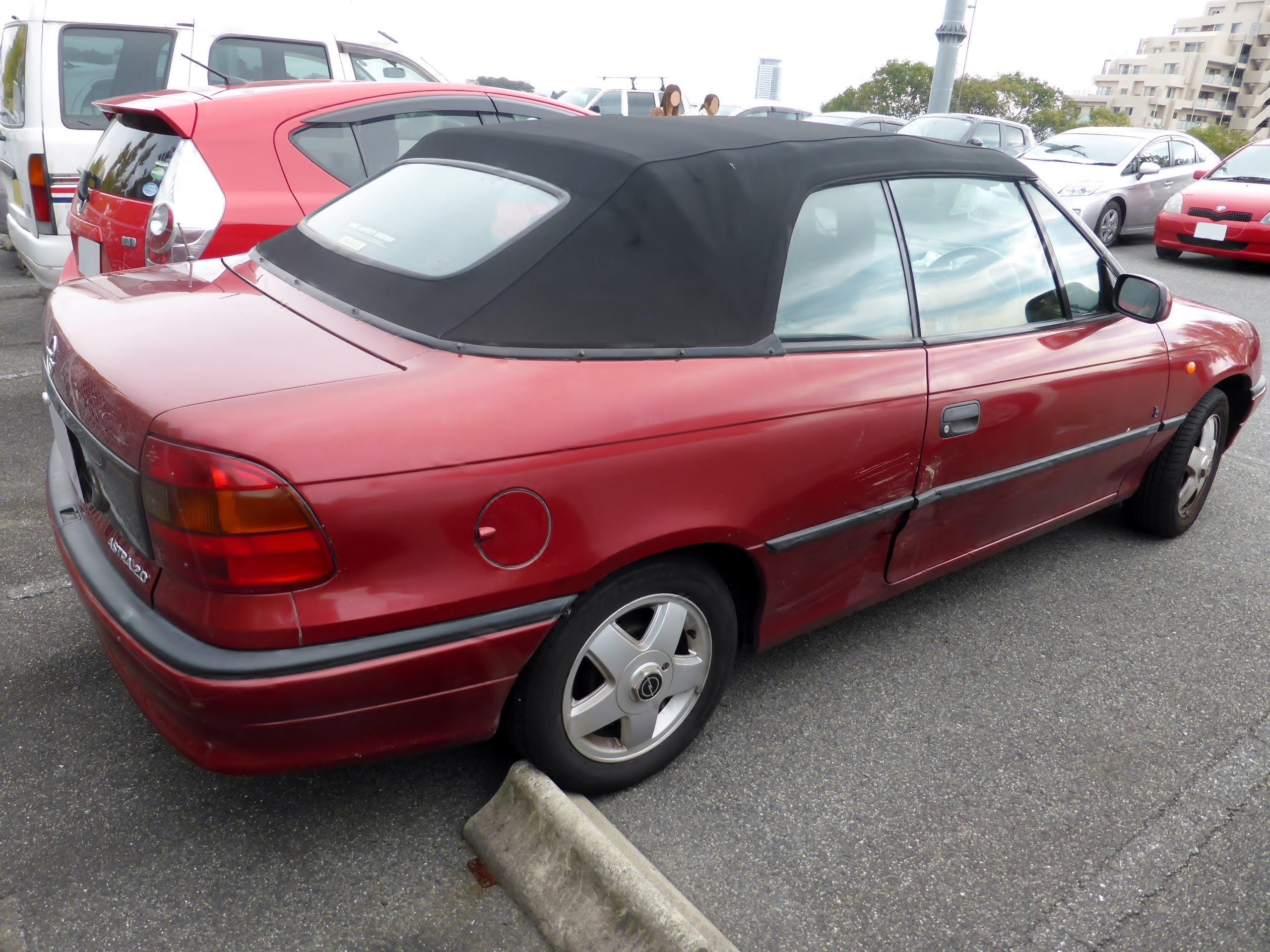
Opel Astra Cabrio (1994—2000)
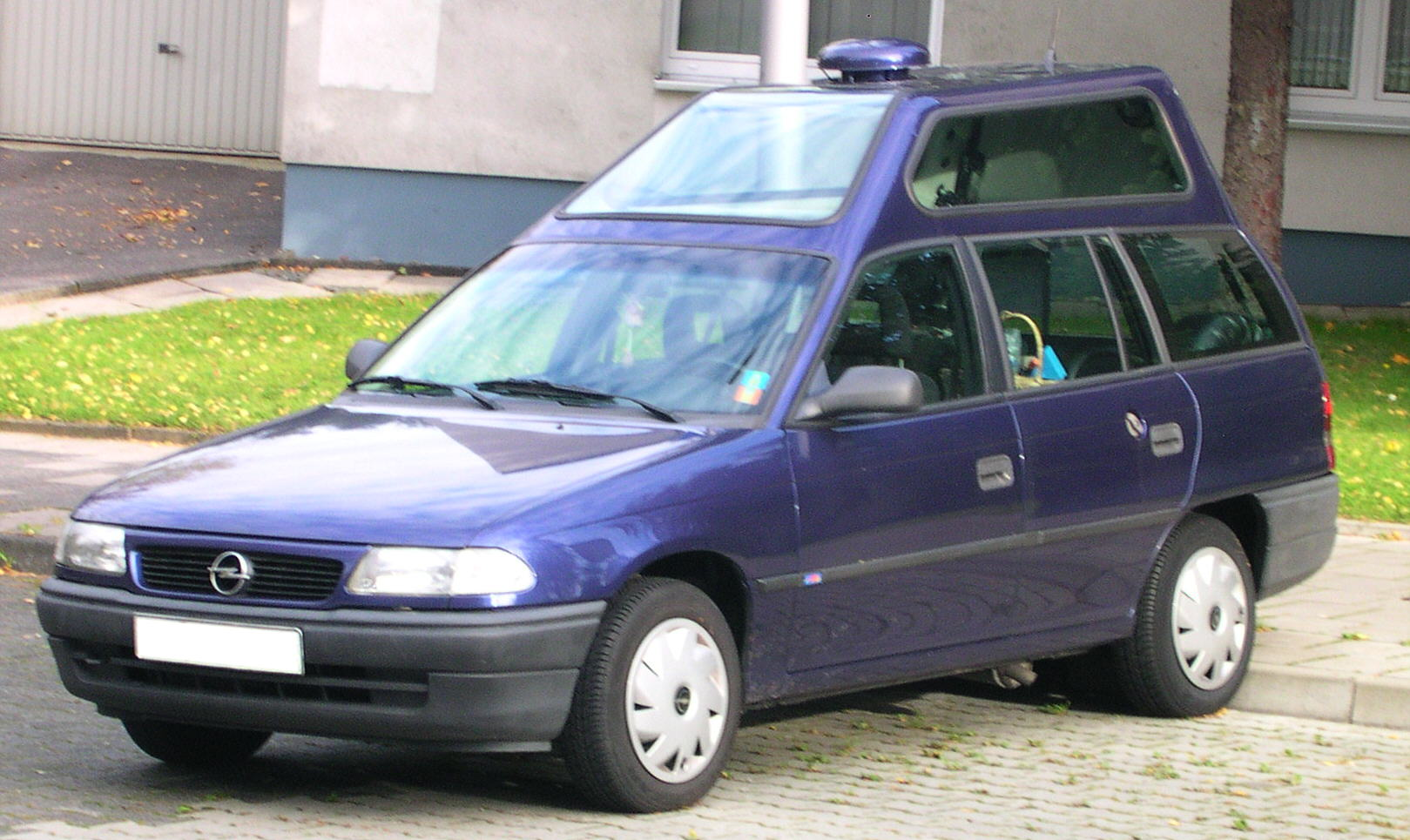
Спеціальна модель на основі Opel Astra F

### Opel Astra Classic
Opel Astra F для Східної Європи продовжували виготовляти під назвою Opel Astra Classic до 2002 року на заводі в місті Гливицях (Польща), модель являла собою суміш першого випуску (до 09/94) і фейсліфтингу моделі (від 09/94). З 2005 року представлено Opel Astra Classic II, яка була створена на базі знятої з виробництва у Німеччині Opel Astra G.
Таку тактику поляки використовують і сьогодні, цьому свідоцтво — Opel Astra Classic III — спрощена Opel Astra H. Хоча поляки додали у модельний ряд небаченний досі кузов седан.

### Opel Astra F GSi
GSI версія зовні відрізнялась передніми та задніми бамперами і спойлером, пофарбованими повністю в колір кузова, радіаторною решіткою, передніми протитуманними фарами, боковими накладками на пороги. Капот по анології з капотом Opel Kadett GSi, додатково мав отвори для псевдовентиляції моторного відсіку.
Комплектація «GSi» мала дещо особливий ассортимент колісних дисків.

#### Двигуни GSi
- 1,8 16V: C18XE потужністю 125 к.с. (до 1994)
- 2,0 8V: C20NE потужністю 115 к.с. (до 1994)
- 2,0 16V: C20XE потужністю 150 к.с. (до 1996)
- 2,0 16V: X20XEV потужністю 136 к.с. (від 1995)

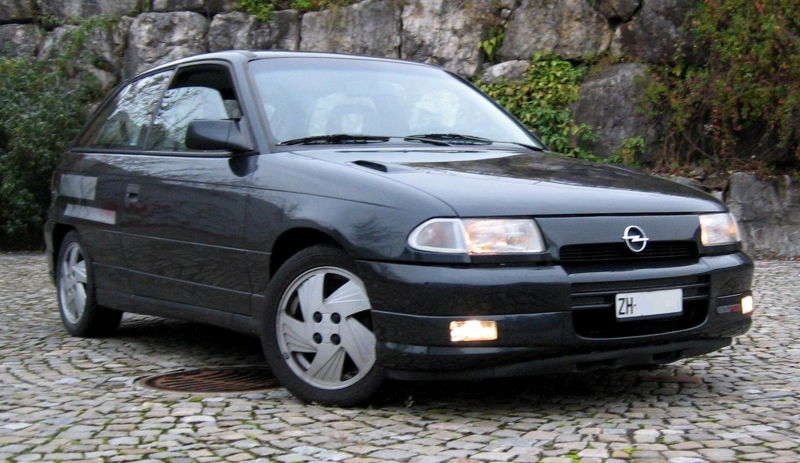
Opel Astra F GSi 16V
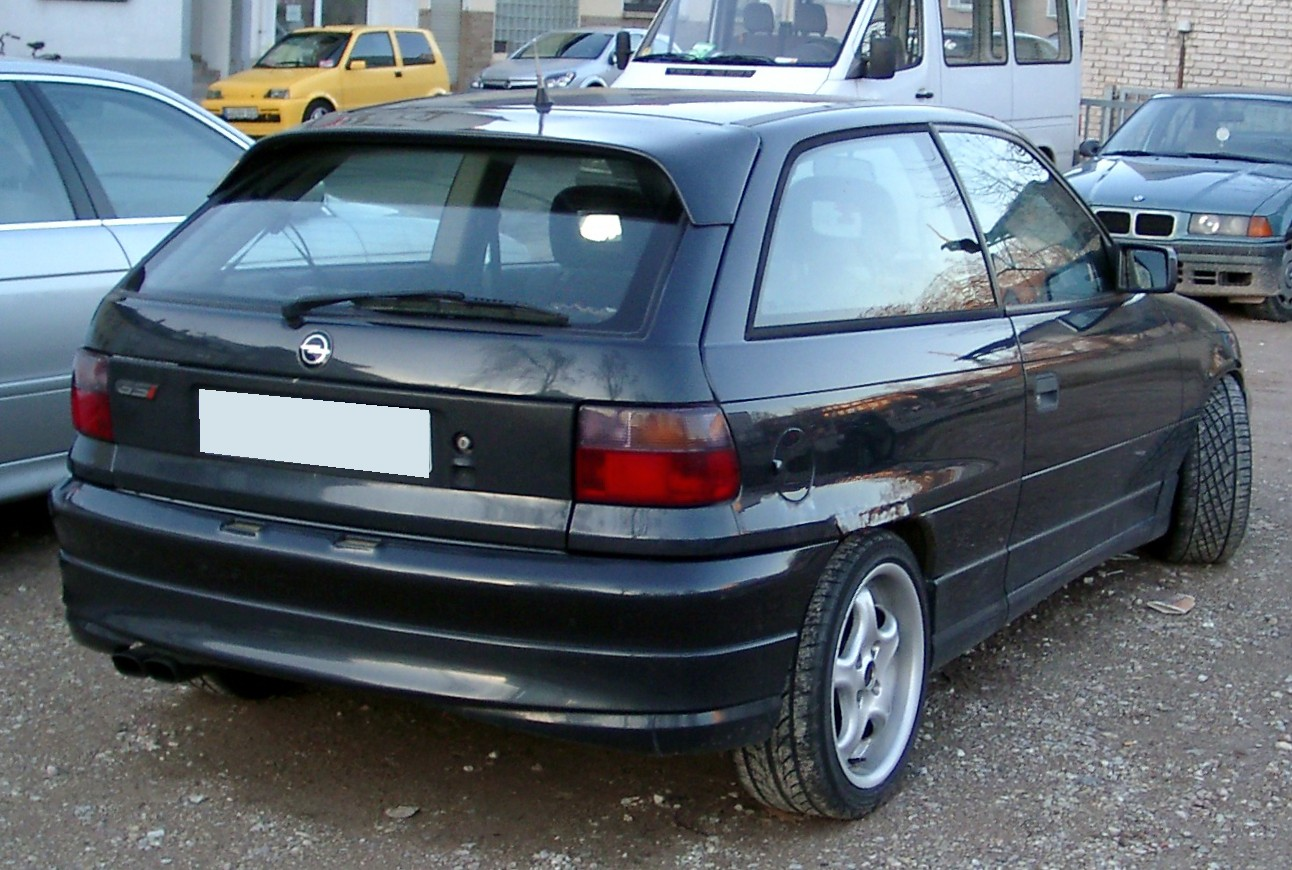
Opel Astra F GSi 16V

## Двигуни
Бензинові двигуни
| модель      | циліндри | об'єм    | потужність         | крутний момент Н·м при об/хв | позначення | екологічний стандарт | виробництво |
| ----------- | -------- | -------- | ------------------ | ---------------------------- | ---------- | -------------------- | ----------- |
| 1.4 i       | 4        | 1389 см³ | 44 кВт (60 к.с.)   | 103 / 2600                   | C14NZ      | E2                   | 09/91–08/96 |
| 1.4 i       | 4        | 1389 см³ | 44 кВт (60 к.с.)   | 103 / 2800                   | X14SZ      | Euro 2/D3            | 09/96–03/98 |
| 1.4 Si      | 4        | 1389 см³ | 60 кВт (82 к.с.)   | 115 / 3400                   | 14SE       |                      | 09/92–03/98 |
| 1.4 Si      | 4        | 1389 см³ | 60 кВт (82 к.с.)   | 114 / 3400                   | C14SE      | E2                   | 09/91–03/96 |
| 1.4 16V     | 4        | 1389 см³ | 66 кВт (90 к.с.)   | 125 / 4000                   | X14XE      | Euro 2/D3            | 01/96–02/98 |
| 1.6 i       | 4        | 1598 см³ | 52 кВт (71 к.с.)   | 128 / 2800                   | X16SZ      | Euro 2/D3            | 05/93–01/96 |
| 1.6 i       | 4        | 1598 см³ | 55 кВт (75 к.с.)   | 125 / 3200                   | C16NZ      | E2                   | 09/91–08/94 |
| 1.6 i       | 4        | 1598 см³ | 55 кВт (75 к.с.)   | 128 / 2600                   | X16SZR     | Euro 2/D3            | 02/96–03/98 |
| 1.6 Si      | 4        | 1598 см³ | 74 кВт (100 к.с.)  | 135 / 3400                   | C16SE      | E2                   | 02/93–08/94 |
| 1.6 i 16V   | 4        | 1598 см³ | 74 кВт (100 к.с.)  | 148 / 3500                   | X16XEL     | Euro 2/D3            | 09/94–03/98 |
| 1.8 i       | 4        | 1796 см³ | 66 кВт (90 к.с.)   | 145 / 3000                   | C18NZ      | E2                   | 09/91–08/94 |
| 1.8 i 16V   | 4        | 1799 см³ | 85 кВт (115 к.с.)  | 168 / 4000                   | C18XEL     | E2                   | 09/94–01/96 |
| 1.8 16V     | 4        | 1799 см³ | 85 кВт (116 к.с.)  | 170 / 3600                   | X18XE      | Euro 2/D3            | 02/96–03/98 |
| 1.8 GSI 16V | 4        | 1799 см³ | 92 кВт (125 к.с.)  | 168 / 4800                   | C18XE      | E2                   | 08/93–10/94 |
| 2.0 GSI     | 4        | 1998 см³ | 85 кВт (115 к.с.)  | 170 / 2600                   | C20NE      | E2                   | 09/91–08/94 |
| 2.0 i 16V   | 4        | 1998 см³ | 100 кВт (136 к.с.) | 185 / 4000* 188 / 3200*      | X20XEV     | Euro 2/D3            | 03/95–03/98 |
| 2.0 GSI 16V | 4        | 1998 см³ | 110 кВт (150 к.с.) | 196 / 4600                   | C20XE      | E2                   | 09/91–08/96 |

Дизельні двигуни
| модель  | циліндри | об'єм    | потужність при об/хв  | крутний момент Н·м при об/хв | позначення      | виробництво |
| ------- | -------- | -------- | --------------------- | ---------------------------- | --------------- | ----------- |
| 1.7 D   | 4        | 1686 см³ | 42 кВт (57 к.с.)/4600 | 105 / 2400                   | 17YD            | 12/91–08/92 |
| 1.7 D   | 4        | 1686 см³ | 44 кВт (60 к.с.)/4600 | 105 / 2400                   | 17DR            | 09/92–08/94 |
| 1.7 TD  | 4        | 1700 см³ | 50 кВт (68 к.с.)/4500 | 132 / 2400                   | X17DTL          | 09/94–03/98 |
| 1.7 TDS | 4        | 1686 см³ | 60 кВт (82 к.с.)/4400 | 168 / 2400                   | X17DT/[TC4EE1]* | 01/93–03/98 |

- Найменування до 09/95

## Зноски
1. ↑  Astra F спеціальні випуски [Архівовано 29 листопада 2012 у Wayback Machine.] (нім.)
2. ↑  У 2000 році припинили виробництво кабріолета Opel Astra F.
Каталог Opel Astra [Архівовано 24 жовтня 2010 у Wayback Machine.] 25.10.2010